# Natalya Məmmədova
Natalya Məmmədova (z domu Kazka, ukr. Наталія Казка; ur. 2 grudnia 1984 w Doniecku na Ukrainie) – azerska siatkarka pochodzenia ukraińskiego, reprezentantka Azerbejdżanu. Występuje na pozycji atakującej. W reprezentacji Azerbejdżanu zadebiutowała w 2004 roku. W sezonie 2006/2007 została wybrana najlepszą zawodniczką Ligi Mistrzyń. Zawodniczka jest wielokrotną rekordzistką w ilości zdobytych punktów w meczu. Po sezonie 2020/2021 postanowiła zakończyć siatkarską karierę.

## Sukcesy klubowe
Puchar Rosji:
- 2002, 2017

Mistrzostwo Azerbejdżanu:
- 2003, 2004, 2011, 2012

Puchar Szwajcarii:
- 2006, 2015, 2016, 2017

Mistrzostwo Szwajcarii:
- 2006, 2008, 2015, 2016, 2017

Mistrzostwo Turcji:
- 2009

Mistrzostwo Rosji:
- 2018
- 2010, 2013, 2014

Liga Mistrzyń:
- 2011

Klubowe Mistrzostwa Świata:
- 2011
- 2015, 2017

Superpuchar Szwajcarii:
- 2014, 2015, 2016

## Nagrody indywidualne
- 2011: Najlepsza zagrywająca Ligi Mistrzyń
- 2011: Najlepsza atakująca azerskiej Superligi w sezonie 2010/2011
- 2012: MVP azerskiej Superligi w sezonie 2011/2012
- 2017: MVP Pucharu Rosji